# Варнов (Гюстров)
Варнов (нім. Warnow) — громада в Німеччині, розташована в землі Мекленбург-Передня Померанія. Входить до складу району Росток. Складова частина об'єднання громад Бютцов-Ланд.
Площа — 42,11 км2. Населення становить 889 ос. (станом на 31 грудня 2020).

## Галерея

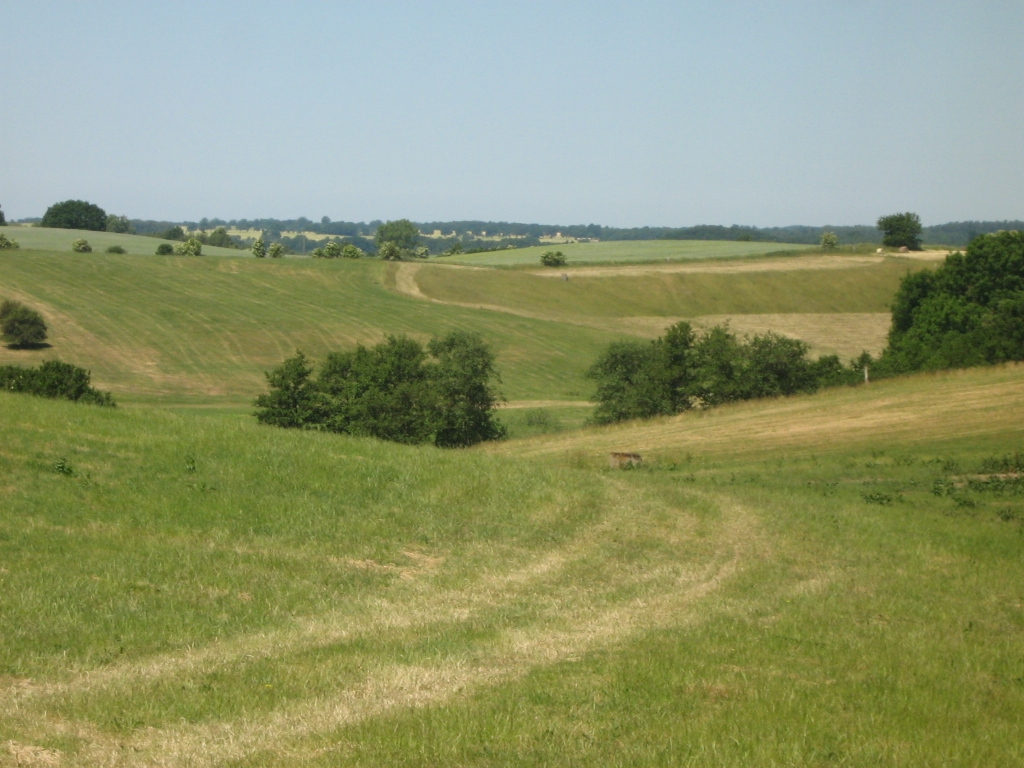